# Halijärvi (sjö i Lappland)
Halijärvi är en sjö i Finland. Den ligger i kommunen Kolari i landskapet Lappland, i den norra delen av landet, 800 km norr om huvudstaden Helsingfors. Halijärvi ligger 214,8 meter över havet. Arean är 22,1 hektar och strandlinjen är 1,98 kilometer lång. Sjön  ingår i Torne älvs huvudavrinningsområde. 